# Nigorella aethiopica
Nigorella aethiopica là một loài nhện trong họ Salticidae.
Loài này thuộc chi Nigorella. Nigorella aethiopica được Wanda Wesołowska & Tomasiewicz miêu tả năm 2008.